# Łupiny (województwo mazowieckie)
Łupiny – wieś w Polsce położona w województwie mazowieckim, w powiecie siedleckim, w gminie Wiśniew.
Wierni Kościoła rzymskokatolickiego należą do parafii Świętej Rodziny w Śmiarach.
W latach 1975–1998 miejscowość administracyjnie należała do województwa siedleckiego.
Przez wieś przebiega droga powiatowa Gostchorz – Domanice i droga do wsi Mroczki. W Łupinach znajdują się stawy rybne.
W miejscowości działa założona w 1962 roku jednostka ochotniczej straży pożarnej. Obecnie na swoim wyposażeniu jednostka ma średni samochód gąśniczy GBA 2/17/2,5 Volvo.